# Capella del cementiri de Sant Feliu de Llobregat
La Capella del cementiri de Sant Feliu de Llobregat és una obra historicista de Sant Feliu de Llobregat (Baix Llobregat) inclosa a l'Inventari del Patrimoni Arquitectònic de Catalunya.

## Descripció
Capella de planta rectangular i sostre a dues vessants. Presenta un rosetó sobre la porta d'entrada, amb decoració d'arcs cecs al remat de la façana principal i acabament amb campanar d'espadanya.

## Història
El cementiri encara no era beneït a mitjans del segle xix (1847) i encara no s'hi enterrava, per tant, aquesta església va ser edificada gairebé als inicis.